# ویلیام لنکشیر
ویلیام لنکشیر (انگلیسی: Will Lankshear؛ زادهٔ ۲۰ آوریل ۲۰۰۵) بازیکن فوتبال اهل بریتانیا است که در حال حاضر برای باشگاه فوتبال تاتنهام هاتسپر بازی می‌کند. 
وی همچنین در تیم‌های ملی فوتبال زیر ۱۹ سال انگلستان و زیر ۲۰ سال انگلستان بازی کرده است.